# Nez Cassé (Guadeloupe)
Cet article concerne la montagne de Guadeloupe. Pour l'album de la bande dessinée Blueberry et la famille de locomotives, voir Nez Cassé et Locomotives Nez cassés.
Le Nez Cassé est un sommet situé sur la commune de Saint-Claude dans le Sud de l'île de Basse-Terre à la Guadeloupe. Cette montagne fait partie du parc national de la Guadeloupe.

## Géographie
Les sources de la rivière Noire et les sources de Matouba sont issues des flancs de cette montagne.